# Lamarckiana
Lamarckiana is een geslacht van rechtvleugeligen uit de familie Pamphagidae. De wetenschappelijke naam van dit geslacht is voor het eerst geldig gepubliceerd in 1910 door Kirby.

## Soorten
Het geslacht Lamarckiana omvat de volgende soorten:
- Lamarckiana bolivariana Saussure, 1887
- Lamarckiana cucullata Stoll, 1813
- Lamarckiana nasuta Saussure, 1887
- Lamarckiana punctosa Walker, 1870
- Lamarckiana sparrmani Stål, 1876